# Taperinha punctata
Taperinha punctata är en insektsart som beskrevs av Rauno E. Linnavuori 1959. Taperinha punctata ingår i släktet Taperinha och familjen dvärgstritar. Inga underarter finns listade i Catalogue of Life.